# 东方毛蕨
东方毛蕨（学名：Cyclosorus orientalis）为金星蕨科毛蕨属下的一个种。其种加词“orientalis”意为“东方的”。
现接受名为密毛小毛蕨（Christella parasitica (L.) Lév. ex Y. H. Chang, 2019）。